# Liste der Nummer-eins-Hits in Australien (1969)
Diese Liste enthält alle Nummer-eins-Hits in Australien im Jahr 1969. Es gab in diesem Jahr 17 Nummer-eins-Singles und drei Nummer-eins-Alben.
| Singles | Alben |
| --- | --- |
| - The Beatles – Hey Jude / Revolution - 13 Wochen (5. Oktober 1968 – 3. Januar 1969) - Cream – White Room / Those Were the Days - 2 Wochen (4. Januar – 17. Januar) - The Scaffold – Lily the Pink - 2 Wochen (8. Februar – 21. Februar) - Bee Gees – I Started a Joke - 2 Wochen (22. Februar – 7. März) - The Beatles – Ob-La-Di, Ob-La-Da / While My Guitar Gently Weeps - 6 Wochen (8. März – 18. April) - Peter Sarstedt – Where Do You Go To (My Lovely) - 4 Wochen (19. April – 16. Mai) - Russell Morris – The Real Thing - 2 Wochen (17. Mai – 30. Mai) - The Beatles – Get Back / Don’t Let Me Down - 4 Wochen (31. Mai – 27. Juni) - The Cowsills – Hair - 2 Wochen (28. Juni – 11. Juli) - The Beatles – The Ballad of John and Yoko - 4 Wochen (12. Juli – 8. August) - Elvis Presley – In the Ghetto - 4 Wochen (9. August – 5. September) - The Rolling Stones – Honky Tonk Women - 5 Wochen (6. September – 10. Oktober) - Russell Morris – Part Three into Paper Walls / The Girl That I Love - 3 Wochen (11. Oktober – 31. Oktober) - Ross D. Wylie – The Star - 3 Wochen (1. November – 14. November) - The Beatles – Something / Come Together - 1 Woche (15. November – 21. November, insgesamt 5 Wochen) - Roy Orbison – Penny Arcade - 1 Woche (22. November – 28. November) - The Beatles – Something / Come Together - 4 Wochen (29. November – 26. Dezember, insgesamt 5 Wochen) - Elvis Presley – Suspicious Minds - 3 Wochen (27. Dezember 1969 – 18. Januar 1970) | - The Beatles – The Beatles (The White Album) - 16 Wochen (20. Dezember 1968 – 11. April 1969) - Hair (Musical, Original Broadway Cast) - 28 Wochen (12. April – 24. Oktober) - The Beatles – Abbey Road - 18 Wochen (25. Oktober 1969 – 1. März 1970) |